# ゼファール
ゼファール（S.A. Zéfal ）は、自転車の用品（ポンプ、ボトルケージ、トークリップ）などを製造するフランスの企業。

## 会社概要
1880年頃、プトレ（Pourait ）という名称でスタートし、クリップ、ランプブラケットなど板金関連の自転車部品メーカーとしてスタートした。1935年に自転車のポンプを製造するモーラン（Morin ）と合併し、プトレモーランと社名を変更、1990年代にブランド名であったゼファールに社名に変更した。現在スポーツ系自転車で使われるプレスタバルブ（フランス式バルブ）はモーランによって考案されたものである。
用品のブランド名が多く、プトレモーランの社名よりブランド名のほうが有名であることも多い。ブランド名にはトークリップのプトレ、プトレモーラン、クリストフ（Christophe ）、AFA、ポンプのラピーズ（Lapize ）、TORNADEなどがある。最近の新しい製品にはゼファールブランドが採用されており、ポンプの一部にラピーズの名前が残っている。